# Rivière à la Truite (rivière Matane)
Pour les articles homonymes, voir Rivière à la Truite.
La Rivière à la Truite (rivière Matane) est un cours d'eau de la réserve faunique de Matane, traversant le canton Boutet, le canton La Grange et le canton Cuoq, dans le territoire non organisé de Rivière-Bonjour, dans la municipalité régionale de comté (MRC) La Matanie, sur la péninsule gaspésienne, dans la région administrative du Bas-Saint-Laurent, au Québec, au Canada.

## Géographie
La rivière à la Truite prend sa source d'un ruisseau de montagne (altitude : 495 m) dans le canton Boutet, dans le territoire non organisé de Rivière-Bonjour, dans les monts Chic-Chocs lesquels font partie des monts Notre-Dame.
Cette source est située dans la réserve faunique de Matane, à 29,3 km au sud-est du littoral sud-est du golfe du Saint-Laurent, à 5,6 km au nord-ouest de la limite de la réserve faunique de Dunière, à 0,2 km au sud de la limite sud du canton Leclercq et à 1,0 km à l'ouest de la limite du canton Joffre.
À partir de sa source, la rivière à la Truite coule sur 40,2 km répartis selon les segments suivants :
Cours supérieur de la rivière (segment de 27,9 km)
- 3,1 km vers le sud, jusqu'à la confluence d'un ruisseau (venant de l'ouest) ;
- 1,4 km vers le sud-ouest, jusqu'à la rive nord-est de l'Étang à la Truite ;
- 3,3 km vers le sud-ouest en traversant l'Étang à la Truite, jusqu'au barrage situé à son embouchure ;
- 6,6 km vers le sud-ouest, en formant la limite entre la réserve faunique de Dunière (du côté sud) et la réserve faunique de Matane (du côté nord) ;
- 1,2 km vers le sud-ouest, jusqu'à la confluence d'un ruisseau (venant du nord) ;
- 0,7 km vers le sud-ouest, jusqu'à la confluence du ruisseau du Castor (venant du sud) ;
- 1,9 km vers le sud-ouest, jusqu'à la limite du canton La Grange ;
- 9,7 km vers le sud-ouest, dans une vallée encaissée, jusqu'à la confluence de la Petite rivière à la Truite (rivière à la Truite) (venant de l'est).

Cours inférieur de la rivière (segment de 12,3 km)
- 2,2 km vers l'ouest, jusqu'à la limite du canton Cuoq ;
- 1,3 km vers le sud-ouest, en chevauchant le canton Cuoq et canton La Grange, jusqu'à la confluence du ruisseau Martel (venant du sud-est) ;
- 7,7 km vers l'ouest, jusqu'à la confluence du ruisseau Chandler Ouest (venant du sud-ouest) ;
- 1,1 km vers le nord, jusqu'à sa confluence[3].

À partir de l'étang à la Truite et jusqu'à la confluence du ruisseau Martel, la rivière à la Truite coule en parallèle (du côté sud) de la rivière Bonjour et de la rivière Matane.
La rivière à la Truite se déverse sur la rive sud de la rivière Matane, dans le canton Cuoq, dans le territoire non organisé de Rivière-Bonjour. Cette confluence est située dans la réserve faunique de Matane, à 28,3 km au sud-est du littoral sud-est du golfe du Saint-Laurent, à 10,3 km au sud-est de la limite de la ville de Matane.

## Toponymie
Le toponyme « rivière à la Truite » a été officialisé le 5 décembre 1968 à la Commission de toponymie du Québec.